# Збиття F-117 над Буджанівцями
27 березня 1999 поблизу населеного пункту Буджанівці, що на 40 км західніше Белграда в ході бомбардувань Югославії, на третій день від початку бойових дій американський літак-невидимка Lockheed F-117A Nighthawk (сер. номер 82-0806), яким керував підполковник Дейл Зелко був збитий ракетою із зенітно-ракетного комплексу С-125 Нева, що перебував у розпорядженні 3-ї батареї 250-ї ракетної бригади ВПС та військ ППО Союзної Республіки Югославії, батареєю командував полковник Золтан Дані. Це перша і єдина офіційно підтверджена втрата літака F-117 американськими військами під час війни проти Югославії.

## Передісторія

### Використання F-117 в інших конфліктах
F-117 був прийнятий на озброєння у жовтні 1983 року, проте вперше його існування було офіційно визнано 10 листопада 1988 року у прес-релізі Пентагону. Конструкція літака заснована на стелс-технології, а сам літак побудований по аеродинамічній схемі «Літаюче крило» с V-подібним оперенням. Фюзеляж, що утворений пласкими трапецієвидними та трикутними панелями, що розташовані так відносно одне одної, щоб відбивати електромагнітні хвилі в бік від РЛС противника.
Перший публічний показ двох F-117 відбувся 21 квітня 1990 року. Літаки типу F-117 використовувалися раніше під час вторгнення США в Панаму, війни в Перській затоці та операції «Лис пустелі». За час операції «Буря в пустелі» 40 літаків здійснили 1270 вильотів і випустили 30% від усіх високоточних ракет, що США використали в роки війни. За заявами командування Армії США, ці літаки не можна було виявити будь-яким радаром, проте існує кілька непідтверджених свідчень того, що іракські радари таки виявляли ці бомбардувальники. 24 березня 1999 року, у відповідь на різанину в Рачаці та провал переговорів у Рамбуйє, НАТО розпочало серію авіаударів по території Югославії, відомих як операція Союзна сила. Розрахунок операції був на швидку капітуляцію Югославії. Головною ціллю авіації НАТО у першій фазі операції було захоплення контролю неба над Югославією та знищення ППО Югославії.

## Радіоелектронне озброєння сторін конфлікту

### НАТО
Збройні сили НАТО для виявлення сил противника були оснащені американськими дециметровими та сантиметровими радарами типів AN/TPS-70 та AN/TPS-63, а також британськими C-600.

### Югославія
На озброєнні у югославських збройних сил були радянські радіолокаційні станції, які працювали на довших хвилях (до 2 м), але виявляли літаки зі зниженою помітністю: це були радари П-12 «Єнісей» та П-18 «Терек». Саме вони були здатні виявляти «літаки-невидимки».

## Власне збиття літака
Приблизно о 20 годині вечора за місцевим часом, літак, що вилетів з авіабази Авіано в Італії перебував у небі над Сербією. За декілька хвилин до цього, літак скинув дві бомби на цілі поблизу Белграда - столиці Югославії. Через погану погоду, більшість місій літаків НАТО були скасовані, за винятком декількох літаків F-117. Тим часом, Дані вже був проінформований про майбутню атаку, та що літаки радіоелектронної боротьби EA-6B Prowler, які були стандартною операційною процедурою для всіх ударних місій авіації НАТО, літати не зможуть. За його власними словами, про це йому повідомили сербські шпигуни в Італії, що стежили за вильотом літака.
Приблизно о 20:40 за місцевим часом парашут Зелко розкрився.

## Інші інциденти зі збиттям літаків НАТО над Югославією
2 травня 1999 року в небі над Югославією був збитий літак F-16CG, пілотований майбутнім генералом Девідом Голдфейном. Сам Голдфейн успішно катапультувався та був врятований пошуковими вертольотами НАТО.